# فرقة مدرسية

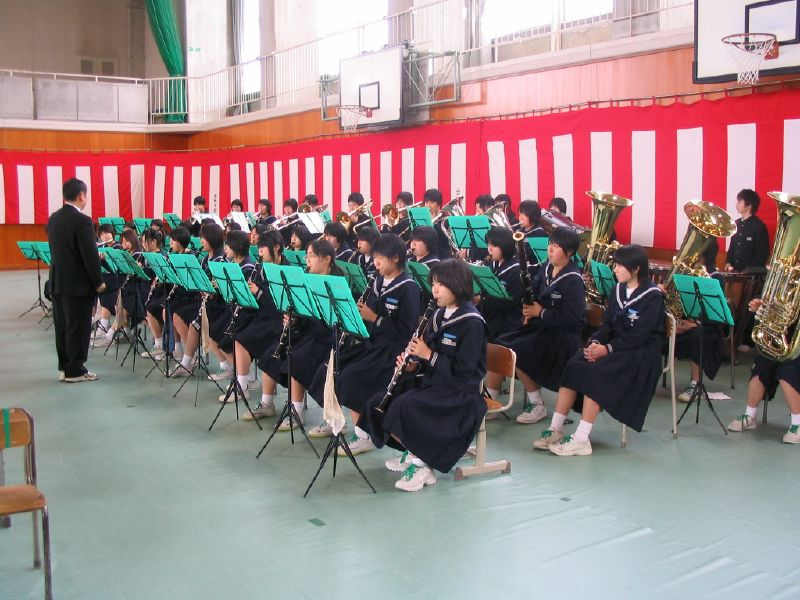
فرقة طلاب المدرسة الإعدادية في مدرسة ديماتشي الإعدادية، مدينة تونامي، توياما، اليابان

فرقة المدرسة هي مجموعة من الطلاب الموسيقيين الذين يتدربون ويعزفون الموسيقى معًا. عادةً ما تكون فرقة الحفلات الموسيقية تحت إشراف قائد فرقة أو أكثر. وتتكون الفرقة من آلات النفخ الخشبية والنحاسية والإيقاعية، مع أن فرق المستوى الأعلى قد تضم أيضًا آلات باص وترية أو غيتار باص.
تتشابه فرق المدارس في المملكة المتحدة عمومًا مع تلك الموجودة في الولايات المتحدة، مع أن فرق الآلات النحاسية التقليدية أكثر شيوعًا في المدارس منها في الولايات المتحدة. وتُفضل بعض الدول عادةً أنواعًا خاصة من الفرق، عادةً فرق الطبول، على الفرق التقليدية. وتتميز حركة فرق المدارس في اليابان بقوة استثنائية، إذ تُنظم حول نظام مسابقات ضخم تُديره رابطة فرق عموم اليابان. ويعتبرها العديد من المراقبين الدوليين لفرق المدارس اليابانية الأكثر إثارة للإعجاب في العالم، وخاصةً بين الطلاب الصغار. كما تُعتبر اليابان موطنًا لإحدى أبرز فرق الحفلات الموسيقية الاحترافية في العالم، وهي أوركسترا طوكيو كوسي لآلات النفخ.